# توم ريتشاردز (لاعب إسكواش)
توم ريتشاردز (بالإنجليزية: Tom Richards)‏ هو لاعب إسكواش بريطاني، ولد في 10 يوليو 1986 في غلدفورد في المملكة المتحدة.

## وصلات خارجية
- توم ريتشاردز على موقع الاتحاد الدولي لمحترفي الاسكواش (مؤرشف) (الإنجليزية)
- توم ريتشاردز على موقع SquashInfo.com (الإنجليزية)